# 디지캠 (소프트웨어)
디지캠(DigiKam)은 KDE 프레임워크를 사용하여 C++로 개발된 자유-오픈 소스 이미지 오거나이저이자 태그 편집기이다.

## 기능
디지캠은 필요한 라이브러리가 설치되어 있는 한 잘 알려진 데스크톱 환경과 창 관리자에서 실행된다. 모든 주요 이미지 파일 형식(예: JPEG, PNG, 200개가 넘는 Raw 이미지 포맷)을 지원하며 사진 모음집을 디렉터리 기반 앨범으로 정리하거나 날짜, 타임라인, 태그별로 동적인 앨범을 정리할 수 있다.

## 같이 보기
- GThumb
- 자유-오픈 소스 소프트웨어 패키지 목록